# Chassalia lukwangulensis
Chassalia lukwangulensis là một loài thực vật có hoa trong họ Thiến thảo. Loài này được Thulin mô tả khoa học đầu tiên năm 2004.